# Jennifer Morrison
Jennifer Morrison, född 12 april 1979 i Arlington Heights i Chicago, är en amerikansk skådespelare, fotomodell och filmproducent.
Morrison gjorde filmdebut som 15-åring, 1994. Då spelade hon dottern till Richard Geres och Sharon Stones rollfigurer i filmen Det bitterljuva livet. Hon är mest känd för sin roll som Dr. Allison Cameron i TV-serien House.
Morrison är utbildad vid Loyola University i Chicago där hon läste teater vid Steppenwolf Theatre Company. Hon har gästspelat i flera TV-program, bland annat Dawsons Creek och How I Met Your Mother. I den sistnämnda spelade hon rollfiguren Zoey.
Morrison spelar huvudrollen i ABC:s serie Once Upon a Time. Serien är baserad på kända sagofigurer och Morrisons karaktär Emma Swan är Snövits och Prins Charmings dotter.

## Filmografi
- Miraklet i New York - 1994
- Stir of Echoes - 1999
- Urban Legends: Final Cut - 2000
- Girlfever - 2002
- Design - 2002
- Big Shot: Confessions of a campus bookie - 2002
- Nantucket - 2002
- Grind - 2003
- The Edge - 2003
- House - 2004-2012
- The sure hand of God - 2004
- Sinners needs company - 2004
- Surviving Christmas - 2004
- Mr & Mrs Smith - 2005
- Flourish - 2006
- Big Stan - 2007
- Table for Three - 2009
- Star Trek - 2009
- Once Upon a Time (TV-serie)- 2011-
- Warrior - 2011
- Albion: The Enchanted Stallion - 2016